# Patellapis kristenseni
Patellapis kristenseni is een vliesvleugelig insect uit de familie Halictidae. De wetenschappelijke naam van de soort is voor het eerst geldig gepubliceerd in 1915 door Friese.